# 테오도어 립스

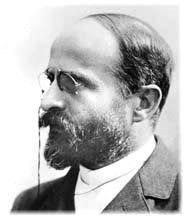

테오도어 립스(Theodor Lipps, 1851년 7월 28일 ~ 1914년 10월 17일)는 미학 이론으로 유명한 독일인 철학자이다. 자기 자신을 지각의 물체로 투사하는 것으로 정의되는 공감(Einfühlung)이라는 개념의 뼈대를 만들었다. 이후 심리학과 철학을 오버랩한 새로운 학제간 연구 분야를 시작하기에 이르렀다.
립스는 자신의 시기에 독일의 가장 영향력 있는 대학 교수들 중 한 명이었으며 다른 국가의 수많은 학생들에게 매료되었다. 립스는 예술과 미학 개념을 상당히 관련시켰고 이러한 문제에 대해 그의 철학을 집중시켰다.
테오도어 립스는 유신론적 실존주의자인 카를 테오도어 야스퍼스의 스승이기도 했다.